# Ulituqisalik Island
Ulituqisalik Island är en ö i Kanada.   Den ligger i territoriet Nunavut, i den nordöstra delen av landet, 2 700 km norr om huvudstaden Ottawa. Arean är 1,4 kvadratkilometer.
Terrängen på Ulituqisalik Island är platt. Öns högsta punkt är 71 meter över havet. Den sträcker sig 1,6 kilometer i nord-sydlig riktning, och 1,2 kilometer i öst-västlig riktning.
Trakten runt Ulituqisalik Island består i huvudsak av gräsmarker. Trakten runt Ulituqisalik Island är nära nog obefolkad, med mindre än två invånare per kvadratkilometer.